# IS11N
MEDIAS BR IS11N（メディアス ブリリアント(びーあーる) あいえすいちいちえぬ）は、NECカシオ モバイルコミュニケーションズ（現・日本電気）が日本国内向けに開発した、auブランドを展開するKDDI および沖縄セルラー電話のAndroid搭載CDMA 1X WIN（現・au 3G）対応スマートフォンである。製造型番はNEI11（えぬいーあい いちいち）。

## 特徴
- NECカシオ製。
- NECブランドとしてはDDIセルラー時代のD208N（1999年発売、PDC方式）以来12年ぶり。また、2013年7月現在、au向けにNECブランドで供給された機種は本機のみである。反対にドコモ向けにCASIOブランドで供給された機種もCA-01C（こちらは事実上NECブランド扱いだった）のみであり、NECカシオ製の携帯電話はau向けはCASIOブランド、ドコモ向けはNECブランドという、本機とCA-01Cが発売される前と同じ状態に戻っている。なお、日本電気（本社）は2013年7月31日に同日付でスマートフォンの新規開発を中止すると同時に、スマートフォンの販売を現行製品の在庫のみを以って終了する事を発表した[3] ため、au向けとしては事実上、au唯一のNECブランドで発売されたスマートフォンとなった。
- 「BR」とはBrilliantの意味である。
- 従来NTTドコモ向けにリリースされてきたMEDIASシリーズとは外観・スペックとも一新、20～30代の女性層をメインターゲットに、コンパクトかつラウンド形状の本体デザインを採用している。
- IPX5/8等級の防水・IP5X等級の防塵仕様を実現しているほか、Bluetooth low energy technologyに対応しており、カシオ計算機製の腕時計G-SHOCKとの連携にも対応している。
- UIはau標準のOcean Observation社のUIのほか、NECカシオ独自のUIも用意されている。
- この機種は既存のau向けスマートフォンとしては最後のL800MHz帯（旧800MHz帯・CDMA Bandclass 3・JTACS）エリア対応の機種となった。
- 公式テザリングおよびWiMAXには非対応。
- 3.5mmイヤホンジャックは採用されておらず、別途microUSB端子に接続するステレオイヤホン（ステレオヘッドホン）用変換アダプター、もしくはステレオイヤホン対応Bluetoothレシーバー、Bluetooth対応ステレオヘッドセットなどを使用する必要がある。

## 沿革
- 2011年（平成23年）9月26日 - KDDI、およびNECカシオ モバイルコミュニケーションズより公式発表。
- 2011年12月23日 - 全国にて一斉発売。
- 2012年（平成24年）1月下旬 - KDDIが提供するフィーチャー・フォンのUI風ユーリティ・ツール「かんたんメニュー」に対応した。
- 2012年7月22日 - L800MHz帯によるサービスの停波によりそれ以降はN800MHz（新800MHz帯・CDMA Bandclass 0 Subclass 2）帯および2GHz（CDMA Bandclass 6）帯の各サービスで利用する事となる。
- 2013年（平成25年）1月中旬 - 販売終了。

## 搭載アプリ
- MEDIAS BEAUTY
  - Beauty up Navi
  - Beauty up Camera
  - Style up Closet
  - MEDIAS WELLNESS
  - MEDIAS 女子部
- Snapeee for Android
- au one Friends Note
- Skype au
- au one GREE
- au災害対策
- G-SHOCK App
- ついっぷる

## 主な機能・サービス
- PC Link（無線LANおよびUSB接続によりPCとのファイルのやりとりが出来る）

※PC向けWebブラウザが標準装備されておりFlashコンテンツもフル表示可能。携帯向けサイト(EZWeb)は他のスマートフォンやPCと同じく閲覧不可。
| 主な機能・対応サービス                                                  | 主な機能・対応サービス                           | 主な機能・対応サービス              | 主な機能・対応サービス        |
| ----------------------------------------------------------------------- | ------------------------------------------------ | ----------------------------------- | ----------------------------- |
| Webブラウザ                                                             | LISMO! for Android メディアプレイヤー LISMO WAVE | おサイフケータイ                    | ワンセグ                      |
| au one メール PCメール Gmail EZwebメール                                | デコレーションメール デコレーションアニメ        | Skype au                            | PCドキュメント                |
| au Smart Sports Run & Walk Karada Manager ゴルフ(web版) Fitness、歩数計 | GPS 方位計                                       | au oneナビウォーク au one助手席ナビ | au one ニュースEX au one GREE |
| かんたんメニュー じぶん銀行                                             | 緊急地震速報                                     | Bluetooth                           | 無線LAN機能 (Wi-Fi)           |
| 赤外線通信 (IrSimple)                                                   | WIN HIGH SPEED                                   | グローバルパスポート(CDMA・GSM)     | auフェムトセル                |
| microSD microSDHC                                                       | モーションセンサー(6軸)                          | 防水                                | 簡易留守録 着信拒否設定       |

- 安心セキュリティパックは、フル対応

## アップデート
2012年2月13日に以下の不具合の修正がケータイアップデートによって行われた。
- G-BOOKとの接続に失敗する場合がある。

2012年4月24日に以下の不具合の修正がケータイアップデートによって行われた。
- ブラウザを利用してインターネット接続を繰り返していると、ブラウザの起動に時間がかかるようになる。
- G-SHOCKとのBluetooth接続において、G-SHOCKのスリープ状態からの復帰時に再接続を行わない場合がある。

2012年7月18日に以下の不具合の修正がケータイアップデートによって行われた。
- Cメール受信時の表示不具合の改善。

2013年1月29日に以下の不具合の修正がケータイアップデートによって行われた。
- Wi-Fi品質の向上。
- microSDXCメモリカードを取り付けると、メモリカード内のデータが破損する。
- アプリをダウンロードする際に必要なメモリ容量の縮小化。

2013年5月22日に以下の不具合の修正がケータイアップデートによって行われた。
- 着信音が鳴動しない場合がある。
- 端末で撮影したムービーをギャラリーにて再生する場合、映像と音声がずれる場合がある。